# Elizabeth Marvel
Elizabeth Marvel (Orange megye, 1969. november 27. –) amerikai színésznő.

## Filmográfia

### Film
| Év   | Magyar cím           | Cím                               | Szerep                         | Magyar hang      |
| ---- | -------------------- | --------------------------------- | ------------------------------ | ---------------- |
| 2000 |                      | Ten Hundred Kings                 | Caroline Shepard               |                  |
| 2005 |                      | The Dying Gaul                    | Kelli Cartonis                 |                  |
| 2008 |                      | The Guitar                        | Ma Wilder                      |                  |
| 2008 | Röppentyűöv          | Pretty Bird                       | Tonya Honeycutt                | Bertalan Ágnes   |
| 2008 | Kis-nagy világ       | Synecdoche, New York              | ingatlanos                     |                  |
| 2008 | Égető bizonyíték     | Burn After Reading                | Sandy Pfarrer                  | Kerekes Andrea   |
| 2009 | Kutya egy év         | A Dog Year                        | Margo                          | Orosz Anna       |
| 2009 | A másik nő           | The Other Woman                   | Pia                            |                  |
| 2010 | Kóser játszma        | Holy Rollers                      | Elka Gold                      | Orosz Anna       |
| 2010 |                      | Goldstar, Ohio (rövidfilm)        | Edie Deyarmin                  |                  |
| 2010 | A félszemű           | True Grit                         | 40 éves Mattie Ross / narrátor | Söptei Andrea    |
| 2011 | Szűzvonalban         | Somewhere Tonight                 | Martha                         | Orosz Anna       |
| 2012 | A Bourne-hagyaték    | The Bourne Legacy                 | Dr. Connie Dowd                | Agócs Judit      |
| 2012 | A király látogatása  | Hyde Park on Hudson               | Missy                          |                  |
| 2012 |                      | Living in the Age of Surveillance | Alicia Corwin                  |                  |
| 2012 | Lincoln              | Lincoln                           | Mrs. Jolly                     | Molnár Zsuzsa    |
| 2014 | Egy durva év         | A Most Violent Year               | Mrs. Rose                      |                  |
| 2015 | Aloha                | Aloha                             | Natalie                        | Bertalan Ágnes   |
| 2015 | Ételre-halálra       | Consumed                          | Connie Conway                  |                  |
| 2015 |                      | Peacock Killer (rövidfilm)        | seriff                         |                  |
| 2016 |                      | The Congressman                   | Rae Blanchard                  |                  |
| 2016 |                      | The Phenom                        | June Epland                    |                  |
| 2017 | A tehetség           | Gifted                            | Gloria Davis                   | Bertalan Ágnes   |
| 2017 |                      | The Meyerowitz Stories            | Jean                           |                  |
| 2018 |                      | The Land of Steady Habits         | Sophie Ashford                 |                  |
| 2019 | Meghajszolt vad      | Native Son                        | Mrs. Dalton                    |                  |
| 2019 | Nyelés               | Swallow                           | Katherine Conrad               | Bertalan Ágnes   |
| 2019 | Sötét vizeken        | Dark Waters                       | Dr. Karen Frank (hangja)       | Czifra Krisztina |
| 2020 | A kapitány küldetése | News of the World                 | Ella Gannett                   | Fehér Anna       |
| 2020 |                      | Being Dead                        | Celice Adkins                  |                  |
| 2021 | Együtt bezárva 2.    | With/In: Volume 2                 | ismeretlen szerep              |                  |
| 2023 | Bíborszín            | The Color Purple                  | Miss Millie                    |                  |
| 2025 | G20                  | G20                               | Joanna Worth                   | Spilák Klára     |

### Televízió
| Év        | Magyar cím                               | Eredeti cím                       | Szerep                    | Megjegyzések                                 |
| --------- | ---------------------------------------- | --------------------------------- | ------------------------- | -------------------------------------------- |
| 1998      | Gyilkos utcák                            | Homicide: Life on the Street      | Amy Marshall              | 1 epizód                                     |
| 1998      | Önfejűek                                 | A Will of Their Own               | Diana                     | 1 epizód                                     |
| 1999      | Veszélyes küldetés                       | New York Undercover               | Eve Flemming              | 1 epizód                                     |
| 2000–2004 | A körzet                                 | The District                      | Nancy Parras nyomozó      | 88 epizód                                    |
| 2001–2005 | Esküdt ellenségek: Bűnös szándék         | Law & Order: Criminal Intent      | Sylvia Moon / Jenny Herne | 2 epizód                                     |
| 2007      | Váltságdíj                               | Kidnapped                         | Madeleine                 | 2 epizód                                     |
| 2008–2009 | Esküdt ellenségek                        | Law & Order                       | Grubman ügyvéd            | 2 epizód                                     |
| 2009      | A stúdió                                 | 30 Rock                           | Emily                     | 1 epizód                                     |
| 2009      | A férjem védelmében                      | The Good Wife                     | Lauren Chatham            | 1 epizód                                     |
| 2009      |                                          | American Masters                  | Louisa May Alcott         | 1 epizód                                     |
| 2009–2010 | Jackie nővér                             | Nurse Jackie                      | Ginny Flynn               | 3 epizód                                     |
| 2010–2021 | Esküdt ellenségek: Különleges ügyosztály | Law & Order: Special Victims Unit | Dr. Frantz                | 1 epizód                                     |
| 2010–2021 | Esküdt ellenségek: Különleges ügyosztály | Law & Order: Special Victims Unit | Rita Calhoun védőügyvéd   | 14 epizód                                    |
| 2011      |                                          | Lights Out                        | Margaret Leary            | 9 epizód                                     |
| 2012      | Híradósok                                | The Newsroom                      | Sharon                    | 1 epizód                                     |
| 2012–2015 | A célszemély                             | Person of Interest                | Alicia Corwin             | 6 epizód                                     |
| 2013      |                                          | Betrayal                          | Janet                     | 1 epizód                                     |
| 2013      |                                          | Blink                             | Helen Trask               | eladatlan próbaepizód                        |
| 2013      | A nagy svindli                           | White Collar                      | Dr. Mara Summers          | 1 epizód                                     |
| 2013      | Sherlock és Watson                       | Elementary                        | Cassandra Walker          | 1 epizód                                     |
| 2014–2016 | Kártyavár                                | House of Cards                    | Heather Dunbar            | 23 epizód                                    |
| 2015      | Fargo                                    | Fargo                             | Constance Heck            | 5 epizód                                     |
| 2017–18   | Homeland – A belső ellenség              | Homeland                          | Elizabeth Keane elnök     | 24 epizód                                    |
| 2019–2020 | Manifest                                 | Manifest                          | The Major                 | 8 epizód                                     |
| 2019      | Hihetetlen                               | Unbelievable                      | Judith                    | - 4 epizód - magyar hangja: - Tóth Enikő     |
| 2020      |                                          | Helstrom                          | Victoria Helstrom         | főszereplő (10 epizód)                       |
| 2022      | A kibukott                               | The Dropout                       | Noel Holmes               | - 6 epizód - magyar hangja: - Bertalan Ágnes |
| 2023      |                                          | Mrs. Davis                        | Celeste Abbot             | minisorozat (5 epizód)                       |

## Fordítás
- Ez a szócikk részben vagy egészben a Elizabeth Marvel című angol Wikipédia-szócikk fordításán alapul.  Az eredeti cikk szerkesztőit annak laptörténete sorolja fel. Ez a jelzés csupán a megfogalmazás eredetét és a szerzői jogokat jelzi, nem szolgál a cikkben szereplő információk forrásmegjelöléseként.